# Jamelli
Paulo Roberto Jamelli Júnior ou simplesmente Jamelli (São Paulo, 22 de julho de 1974) é um ex-futebolista, gerente e treinador de futebol brasileiro.

## Carreira

### Atleta
Começou no futsal do Juventus da Mooca e depois ingressou nas categorias de base do São Paulo.
Jamelli ganhou projeção no futebol após a disputa da Copa São Paulo de Futebol Júnior de 1993. O meia-atacante do São Paulo, então com 19 anos, foi o nome da épica final contra o Corinthians, marcando três gols na vitória por 4 a 3. Fez 41 jogos pelo clube até 1994, com 14 vitórias, 13 empates, 14 derrotas e 7 gols marcados.
No ano de 1994, o São Paulo cedeu Dinho, Gilberto, Macedo e Jamelli para o Santos em troca do meia Axel. Jamelli acabou virando um dos destaques do Peixe no período que defendeu a equipe.
Passou pelo Santos entre os anos de 1995 e 1996, passagem esta que lhe rendeu um vice Campeonato Brasileiro em 1995, ano em que foi vencedor do prêmio Bola de Prata. Jamelli seguiu para o Japão e depois foi parar na Espanha, onde defendeu o Zaragoza por mais de cinco anos.
Pelo Corinthians, fez 22 jogos pelo clube em 2003, com 6 vitórias, 3 empates, 13 derrotas e 3 gols marcados.
No início de 2006, sofreu um sério problema no joelho em sua passagem pelo Atlético-MG. Jamelli sequer estreou pelo clube mineiro já que uma infecção bacteriana no joelho o impediu de defender a equipe.
Também defendeu a Seleção Brasileira, pela qual marcou três gols.

### Trabalhos posteriores
Após encerrar sua carreira no início de 2007 por problemas no joelho quando atuava no Grêmio Barueri, Jamelli iniciou na carreira de gerente de futebol no próprio Barueri.
Em 2008, assume o mesmo cargo, desta vez no Coritiba. Após 1 ano no cargo do Coxa, Jamelli pediu demissão por problemas de relação pessoal com o então técnico do time Ivo Wortmann e com alguns jogadores do elenco.
Integra desde 2010 o grupo de socorristas do GP Brasil de Fórmula 1.
Em janeiro de 2010, assumiu o comando de Gerente de Futebol do Santos Futebol Clube, junto do novo presidente do clube Luis Álvaro Ribeiro. Foi demitido após discutir com membros da direção santista, em dezembro do mesmo ano em que foi admitido.
Em 2011, foi anunciado como novo técnico do time do Marcílio Dias para temporada de 2012 e, mesmo com a maior folha salarial da história do clube, realizou a pior campanha dos quase 100 anos da instituição, rebaixando o Marcílio Dias para a Série B do estadual.
Em 2013, Jamelli também atuou como Kicker da equipe de Futebol Americano do Santos (Santos Tsumani), apresentando ótimo percentual de acertos em seus chutes.
Candidato do partido PC do B, concorreu nas eleições de 2014 a Deputado Estadual por São Paulo. Jamelli atingiu 2.033 votos, mas não conseguiu se eleger.
Desde 2017, atua como coaching.
Em 14 de maio de 2018, passou a ser comentarista na Rádio Bandeirantes, sendo que já exercia essa função na Rede Bandeirantes, de forma especial.
Em 2019, foi observador técnico do Olympique de Marselha na América do Sul.

## Títulos
São Paulo
- Copa São Paulo de Futebol Júnior: 1993
- Copa Libertadores da América - 1993
- Supercopa da Libertadores da América - 1993[18]
- Recopa Sul-Americana: 1993 e 1994

Zaragoza
- Copa do Rei da Espanha: 2000–01

### Prêmios Individuais
- Bola de Prata: 1995 (meio-campo)[7][19]